# Обични млинар
Обични млинар(лат. Leptidea sinapis) лептир је из породице белаца (лат. Pieridae).

## Опис
Дужина предњег крила: 17-24 мм. Као и остали млинари одликују се нежним, издуженим крилима и елегантним телом. Ова врста важи за слабог летача. Основна боја горње стране крила код прве генерације је жућкастобела до сивобела. На горњој страни предњих крила јединка има крупну апикалну ознаку сиве или црне боје. Доња страна задњих крила је зеленкастожута, са загаситом мрежастом шаром. Женке имају мање црних шара, у лето могу бити сасвим беле. Код друге генерације основна боја горње стране крила је снежнобела, а апикална ознака је слабије развијена, али тамнија, а код женке може и потпуно да изостане. Биљке хранитељке укључују различите врсте као што су Lotus pedunculatus, Lathyrus pratensis и Lotus corniculatus. 
- Leptidea sinapis ♂
- Leptidea sinapis ♂   △
- Leptidea sinapis   ♀
- Leptidea sinapis   ♀ △

Зреле гусенице немају никаквих специфичних карактера за могућу идентификацију. Интегумент је зелене боје, и попут гусеница сродника, прекривен финим, кратким сетама униформне дужине које гусеници дају орошен изглед. Изузетно су камуфлиране и веома ретко се срећу. Медиодорзална регија је нешто тамнија. Тело је каудално сужено. Латерална линија која дели дорзум и вентрум је бледо жута и задебљала.

## Распрострањење и станиште
Широко је распрострањен  на подручју западног палеарктика, укључујући и северну Африку. Зоогеографска припадност: субпонтска врста. У целој Европи и код нас је најчешћа врста у свом роду.
Насељава претежно влажна, шумовита станишта. Ова врста се налази уз ивицу шума. Међутим, колоније на југозападу његовог ареала могу се наћи и на отворенијим подручјима као што су пашњаци и ливаде. Одговарајућа станишта су топла, заштићена и влажна, при чему је и извор хране за ларву као и нектар у изобиљу.

## Сезона лета
Триволтна је врста. Јавља се у три генерације годишње, од марта до септембра. 